# Эльхвайлер
Эльхвайлер (нем. Elchweiler) — община в Германии, в земле Рейнланд-Пфальц.
Входит в состав района Биркенфельд. Подчиняется управлению Биркенфельд. Население составляет 98 человек (на 31 декабря 2010 года). Занимает площадь 2,15 км².